# Bert Romp
Bertrand Romp, detto Bert (Veendam, 4 novembre 1958 – Tilburg, 4 ottobre 2018), è stato un cavaliere olandese.

## Biografia
Romp iniziò la carriera di cavaliere negli anni 70, ma la sua prima affermazione a livello internazionale arrivò solo ai Giochi olimpici di Barcellona 1992 quando, cavalcando Waldo E, vinse la medaglia d'oro nel salto ostacoli a squadre insieme a Piet Raijmakers, Jan Tops e Jos Lansink.
Tuttavia non ricevette una medaglia perché, per la prima volta, non vennero consegnate medaglie al componente della squadra col punteggio individuale più basso che veniva scartato ai fini del risultato finale, regola che poi dopo le proteste venne rimossa nei successivi Giochi.
A Barcellona gareggiò anche nella gara individuale, chiudendo al 74º posto.
Quattro anni dopo venne selezionato anche per Atlanta 1996 dove si classificò 7ª a squadre e 40ª nell'individuale.
Nel 1997 vinse la medaglia d'argento a squadre ai campionati europei di salto di Mannheim, quell'anno ottenne il primo successo in Coppa del mondo a Berlino, a cui seguì quello di Parigi l'anno seguente al termine del quale chiuse la carriera.
Dal 2000 al 2004 fu allenatore nazionale della squadra olandese di salto ostacoli accompagnandola a Sydney 2000 e Atene 2004.
Dal 1990 Romp gestì le proprie scuderie, dove allenò anche i suoi tre figli, Remon, Ruben e Jesper, tutti attivi a livello internazionale nelle categorie giovanili e juniores. Ruben gareggiò anche a livello senior, partecipando ai Campionati Europei del 2017.
Bert Romp morì il 4 ottobre 2018 a 59 anni a causa delle ferite riportate dopo essere stato colpito alla testa da un cavallo.

## Palmarès
- Giochi olimpici

Barcellona 1992: oro nel salto ostacoli a squadre.
- Campionati europei di salto ostacoli

Mannheim 1997: argento nel salto a squadre.